# NARUTO -ナルト- 疾風伝 ナルティメットストーム4
『NARUTO -ナルト- 疾風伝 ナルティメットストーム4』は、バンダイナムコエンターテインメントより2016年2月4日に発売されたPlayStation 4用対戦アクションゲーム。『NARUTO -ナルト-』を題材とした「ナルティメットストームシリーズ」の作品。追加コンテンツである『ROAD TO BORUTO』を収録した『NARUTO -ナルト- 疾風伝 ナルティメットストーム4　ROAD TO BORUTO』が2017年2月2日に発売されている。2020年4月23日には追加コンテンツである『NEXT GENERATIONS』を収録したNintendo Switch版『NARUTO -ナルト- 疾風伝 ナルティメットストーム4　ROAD TO BORUTO』が発売。
『ROAD TO BORUTO』を含めて累計出荷本数は2022年12月時点で1188万本を達成。
2023年11月16日には続編のNARUTO X BORUTO ナルティメットストームコネクションズが発売された。

## ゲームシステム
チーム
本作では複数人で一つのチームを組める。
リーダーチェンジ
バトルの最中にリーダーのキャラクターとサポートのキャラクターを切り替えて操作するキャラクターの変更が可能。リーダーチェンジによるコンボも可能。
装備破壊
本作ではキャラクターが一定以上の攻撃を受けると装備が破壊される（具体的にはキャラクターの着用しているものがなくなるなど）場合がある。キャラクターに装備破壊が起きると防御力が落ちるが攻撃力が上がる。
属性効果
キャラクターの使用する忍術が地形の影響を受ける場合があり、例えばはたけカカシが水面の上で雷切を使用すると雷切の威力が上がる。
合体奥義
チームを特定の組み合わせにして奥義を発動すると合体奥義が発動する。組み合わせは複数存在する。
連係覚醒
本作にはストームゲージが存在しており、ストームゲージを溜めることでチーム全員が同時に覚醒する事ができる。

## 登場キャラクター
（出典：）

### 新規参戦キャラクターとその関連キャラクター
うずまきボルト・うちはサラダについては「初回封入特典」の項目を参照。
うずまきナルト
第二部のナルト。
うずまきナルト（少年篇）
第一部のナルト。
うずまきナルト（仙人モード）
うずまきナルト（クラマリンクモード）
うずまきナルト（六道仙人モード）
新規参戦キャラクター。六道の力を授かった姿のナルト。
派手な大技をつぎつぎと繰り出せる。
うずまきナルト（THE LAST）
新規参戦キャラクター。『THE LAST』に登場したナルト。通常はゲーム進行で使用可能になるが、初回封入特典を利用すればいち早く使用可能。
うちはサスケ
第二部のサスケ。
うちはサスケ（少年篇）
第一部のサスケ。
うちはサスケ（"鷹"）
うちはサスケ（永遠の万華鏡写輪眼）
うちはサスケ（五影会談）
うちはサスケ（輪廻写輪眼）
新規参戦キャラクター。輪廻写輪眼の力を手にしたサスケ。
高い機動力を持つ。
うちはサスケ（THE LAST）
新規参戦キャラクター。『THE LAST』に登場したサスケ。通常はゲーム進行で使用可能になるが初回封入特典を利用すればいち早く使用可能。
うちはオビト（カカシ外伝）
カカシ外伝のオビト。
うちはオビト（第二部）
第二部のオビト。
うちはオビト（暴走）
新規参戦キャラクター。リンを失った頃のオビト。
激しく荒々しいアクションが特徴で木遁を駆使して苛烈な攻撃を行う。
うちはオビト（十尾人柱力）
新規参戦キャラクター。十尾の力を得た姿のオビト。
遠距離に強い技を持ち合わせており離れた位置で相手に触れる事なく戦うことが可能。
うちはマダラ（うちはオビト）
うちはマダラ（穢土転生）
穢土転生の姿のマダラ。
うちはマダラ（六道）
新規参戦キャラクター。六道の力を得た姿のマダラ。
覚醒すると輪墓による攻撃を使用する事が可能になる。
仮面の男
トビ
大筒木カグヤ
新規参戦キャラクター。
リン
新規参戦キャラクター。起爆クナイ・丸太などによるトラップのような技を駆使する。
日向ハナビ
新規参戦キャラクター。『THE LAST』のハナビ。

### 木ノ葉のキャラクターとその過去・別バージョン
春野サクラ
第二部のサクラ。
春野サクラ（少年篇）
第一部のサクラ。
はたけカカシ（第一部・第二部）
第一部・第二部のカカシ。
はたけカカシ（カカシ外伝）
カカシ外伝のカカシ。
ロック・リー
第二部のリー。
ロック・リー（少年篇）
第一部のリー。
日向ネジ
第二部のネジ。
日向ネジ（少年篇）
第一部のネジ。
テンテン
第二部のテンテン。
テンテン（少年篇）
第一部のテンテン。
山中いの
第二部のいの。
山中いの（少年篇）
第一部のいの。
奈良シカマル
第二部のシカマル。
奈良シカマル（少年篇）
第一部のシカマル。
秋道チョウジ
第二部のチョウジ。
秋道チョウジ（少年篇）
第一部のチョウジ。
日向ヒナタ
第二部のヒナタ。
日向ヒナタ（少年篇）
第一部のヒナタ。
犬塚キバ
第二部のキバ。
犬塚キバ（少年篇）
第一部のキバ。
油女シノ
第二部のシノ。
油女シノ（少年篇）
第一部のシノ。
マイト・ガイ
マイト・ガイ（八門遁甲の陣）
死門を開いた姿のガイ。
二段ジャンプ・空中ダッシュなどのアクションは限界と突破しているとの事。
猿飛アスマ
サイ
うみのイルカ
自来也
綱手
初代火影 千手柱間
生前の姿の柱間。
初代火影 千手柱間（穢土転生）
穢土転生の姿の柱間。
志村ダンゾウ
猿飛木ノ葉丸
うちはシスイ
波風ミナト
生前の姿のミナト。
波風ミナト（穢土転生）
穢土転生の姿のミナト。
うずまきクシナ

### 砂のキャラクターとその過去・別バージョン
我愛羅
第二部の我愛羅。
我愛羅（少年篇）
第一部の我愛羅。
我愛羅（忍界大戦）
カンクロウ
第二部のカンクロウ。
カンクロウ（少年篇）
第一部のカンクロウ。
テマリ
第二部のテマリ。
テマリ（少年篇）
第一部のテマリ。
チヨバア

### 雲のキャラクター
キラービー
キラービー（鮫肌）
雷影・エー
ダルイ

### 霧のキャラクター
桃地再不斬
白
照美メイ

### "鷹"のメンバー
香燐
鬼灯水月
重吾

### "暁"のメンバーとその別バージョン
うちはイタチ
生前の姿のイタチ。
うちはイタチ（穢土転生）
穢土転生の姿のイタチ。
干柿鬼鮫
角都
飛段
デイダラ
サソリ
ペイン
長門
本作では穢土転生の姿で登場する。
小南

### その他のキャラクターとその別バージョン
大蛇丸
薬師カブト
薬師カブト（蛇マント）
薬師カブト（仙人モード）
君麻呂
ミフネ
二位ユギト
本作では穢土転生の姿で登場する。
やぐら
本作では穢土転生の姿で登場する。
老紫
本作では穢土転生の姿で登場する。
ハン
本作では穢土転生の姿で登場する。
ウタカタ
本作では穢土転生の姿で登場する。
フウ
本作では穢土転生の姿で登場する。
二代目火影 千手扉間
本作では穢土転生の姿で登場する。
三代目火影 猿飛ヒルゼン
本作では穢土転生の姿で登場する。
四代目火影
本作では穢土転生の姿で登場する。
三代目雷影
本作では穢土転生の姿で登場する。
二代目土影・無
本作では穢土転生の姿で登場する。
二代目水影
本作では穢土転生の姿で登場する。
半蔵

### 有料DLC追加キャラクター
次郎坊
鬼童丸
左近・右近
多由也
大筒木モモシキ
大筒木キンシキ

### 初回封入特典
初回封入特典で参戦をするキャラクター。両者ともBORUTO -NARUTO THE MOVIE-が初出の新規参戦キャラクター。
うずまきボルト
うちはサラダ

## 主題歌
「スパイラル」
歌 - KANA-BOON

## ROAD TO BORUTO
映画『BORUTO -NARUTO THE MOVIE-』のシナリオである、新モード「ボルト伝」を収録した『ROAD TO BORUTO』をDLCにて追加配信。
また、『ROAD TO BORUTO』を追加収録した『NARUTO -ナルト- 疾風伝 ナルティメットストーム4　ROAD TO BORUTO』も発売されている。